# Manoir Papineau
Le manoir Papineau est un ancien manoir seigneurial situé à Montebello au Québec (Canada). Il a été construit entre 1848 et 1850 pour  Louis-Joseph Papineau (1786-1871), homme politique important du XIXe siècle. Il a été classé en 1975 immeuble patrimonial et désigné lieu historique national du Canada en 1986.

## Histoire

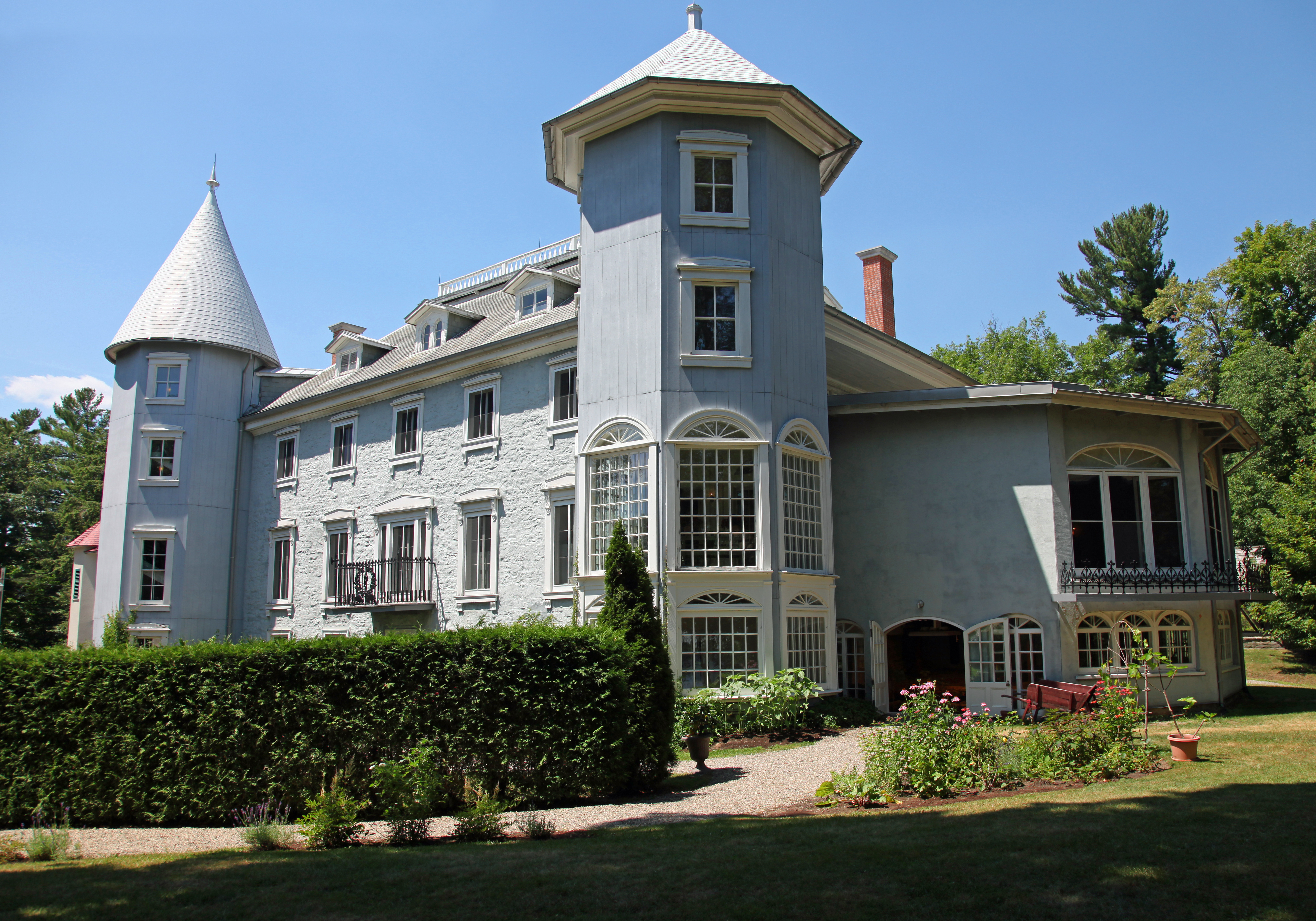
Façade de la côte Sud-Est du Manoir-Papineau, un lieu-patrimonial-du-Canada à Montebello, Québec/Canada.

Construit selon les plans ébauchés par Papineau lui-même et réalisés par l'architecte français Louis Aubertin, le manoir sert de résidence à la famille Papineau de 1850 à 1929. La maison possède diverses dépendances : jardins paysagers, maison de jardinier, musée familial, salon de thé, grenier et chapelle funéraire. Elle a été construite après le retour de Louis-Joseph Papineau de son exil en Europe, au milieu des années 1800. Il vit dans le manoir jusqu'à sa mort et ses descendants jusqu'aux années 1920. Parmi les plus notables, citons sa plus jeune fille Azélie, mère d'Henri Bourassa, le journaliste et fondateur du journal canadien Le Devoir, Talbot Mercer Papineau (arrière-petit-fils de Louis-Joseph Papineau) avocat et soldat décoré, l'un des quatre Canadiens présentés dans le livre Tapestry of War: A Private View of Canadians in the Great War, de Sandra Gwyn, et Napoléon Bourassa (1827-1916), gendre de Louis-Joseph Papineau, peintre, sculpteur, romancier et architecte.
Le manoir surplombe la rivière des Outaouais. Il est flanqué de deux tours d'angle. Le toit conique au sommet de la tour d'escalier a été construit à la suite d'un incendie en 1892. Son décor sculpté rappelle le style néo-classique. Le positionnement inhabituel des principales pièces de réception à l'arrière du rez-de-chaussée, combiné à la fenestration abondante sur les deux niveaux inférieurs de la tour est, rappelle qu'une véranda s'y trouvait autrefois. 
À l'entrée du parc menant au manoir, se trouve la maison du jardinier, construite en 1855 selon les plans d'Amédée, le fils aîné de Louis-Joseph Papineau.
En raison de difficultés financières, le manoir et ses dépendances sont vendus en 1929 à Harold Marcus Saddlemire. Il fonde en 1933 le Seigniory Club Community Association Limited qui bâtira sur les terrains du manoir le Château Montebello.
Le manoir Louis-Joseph-Papineau est classé en 1975. En 1993, Parcs Canada en fait un lieu historique national ouvert aux visiteurs.

## Galerie

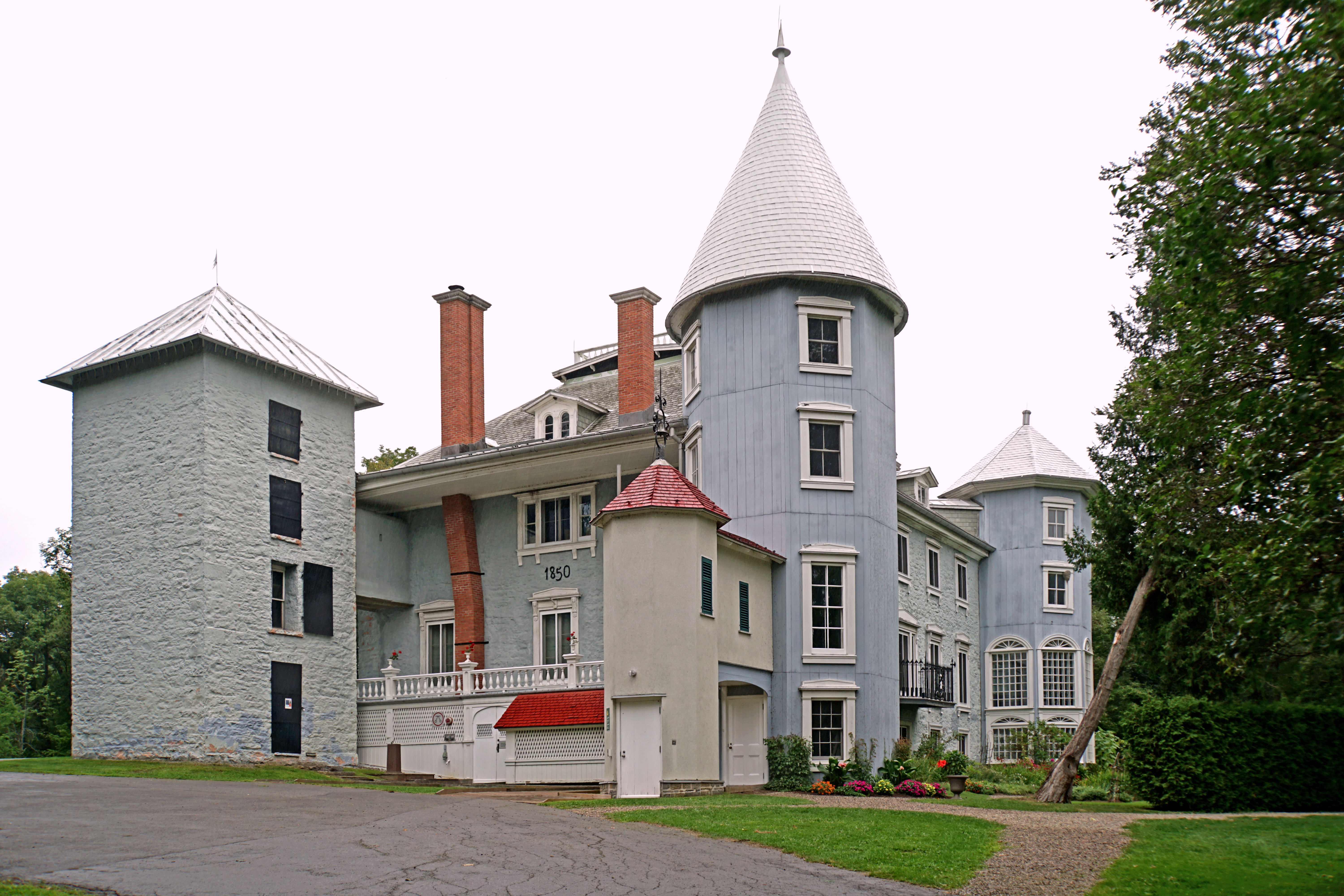
Côté
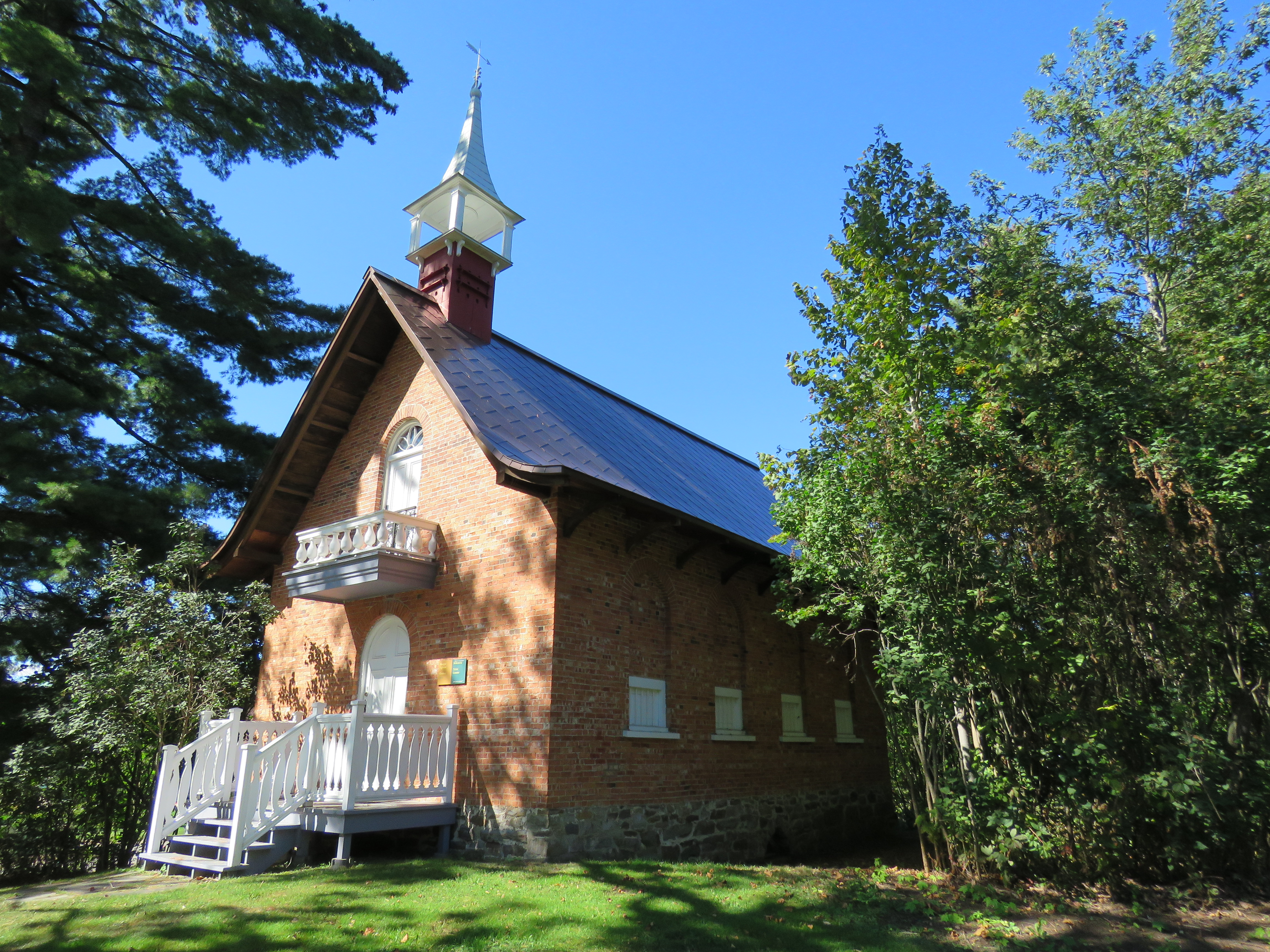
Hangar à grains
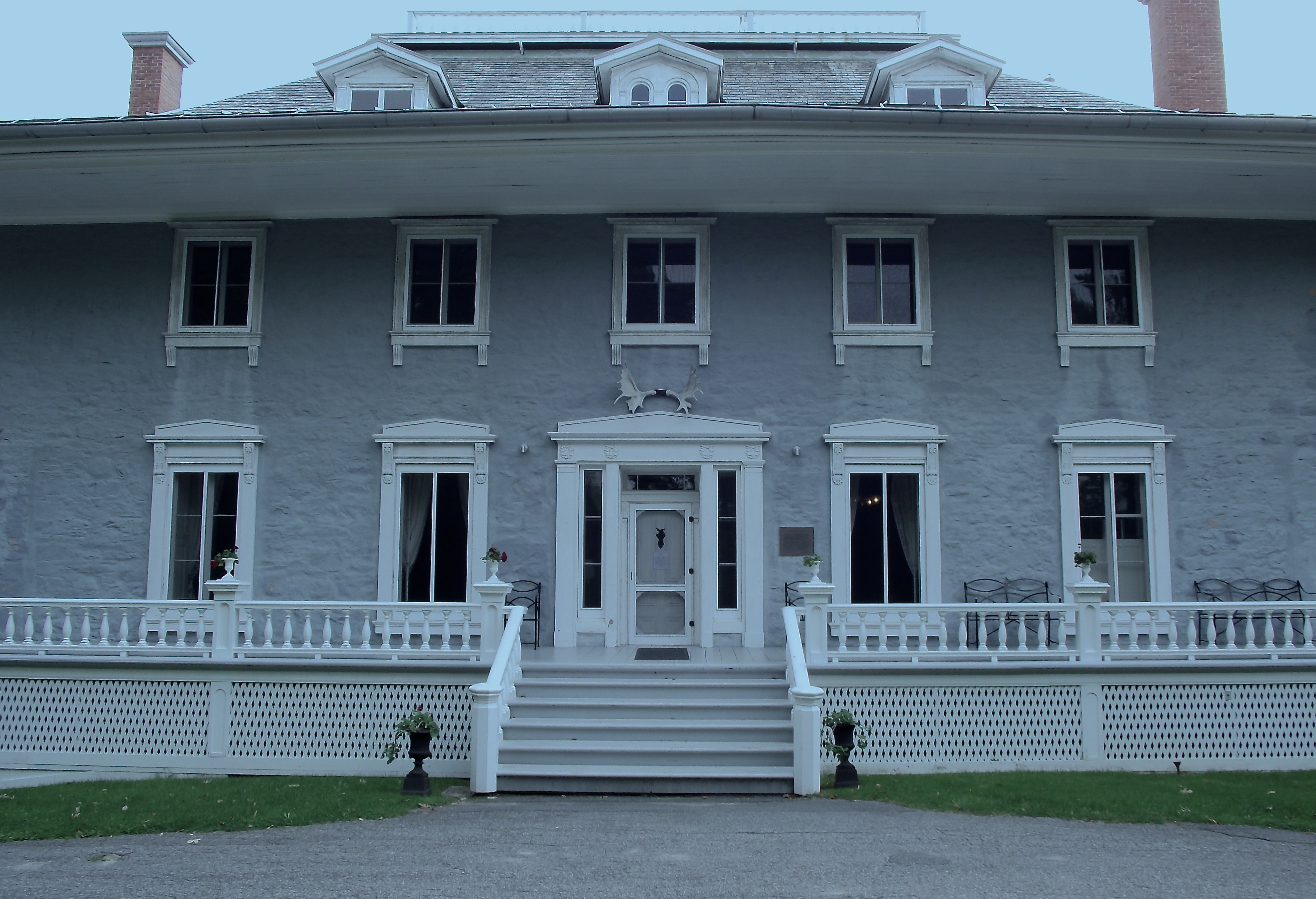
Façade
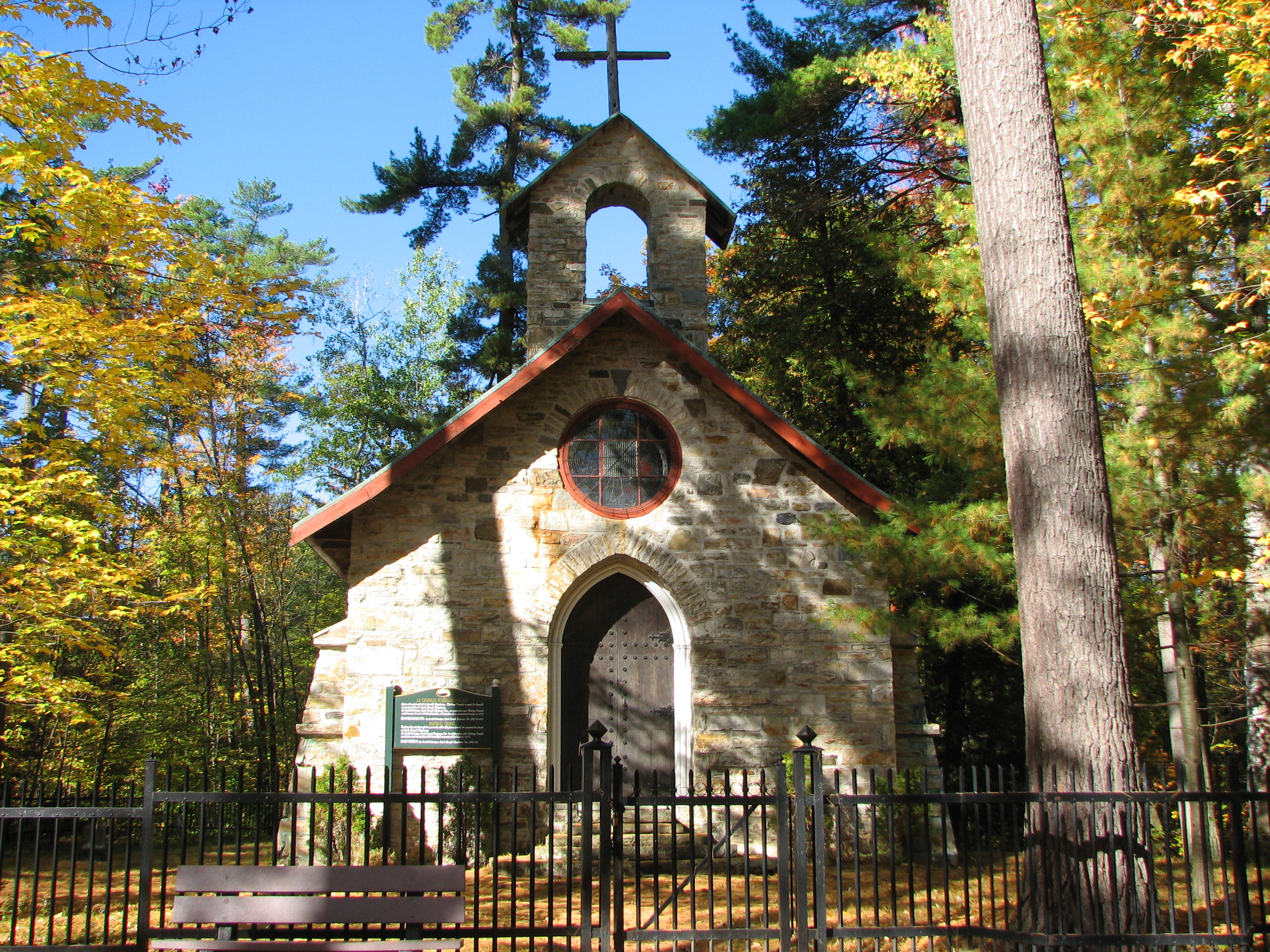
Chapelle funéraire Louis-Joseph-Papineau
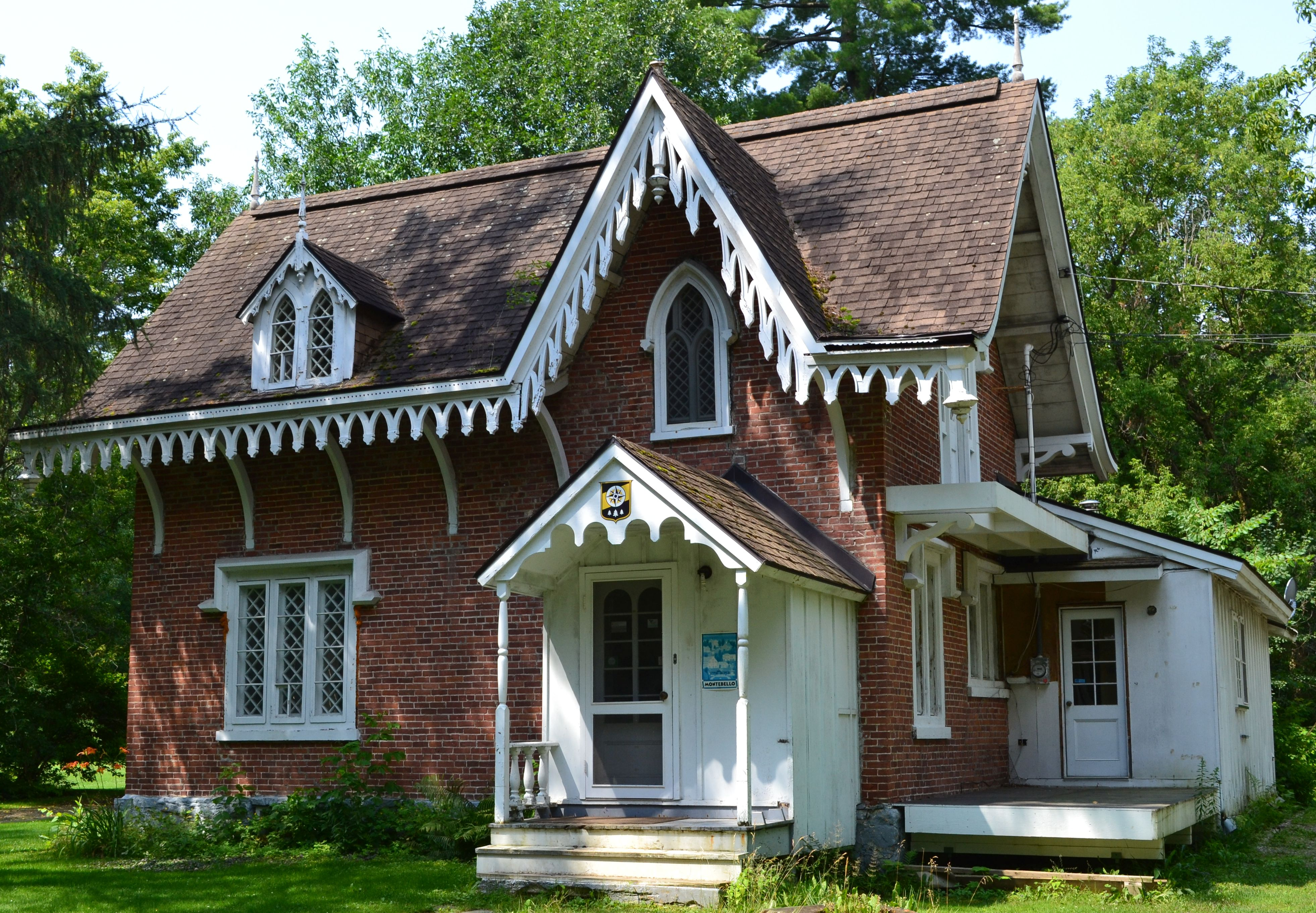
Maison du jardinier